# جزیره هارت (برانکس)
جزیره هارت (انگلیسی: Hart Island) در انتهای غربی لانگ آیلند سوند، در شمال شرقی برانکس در شهر نیویورک واقع شده‌است. جزیره هارت با ابعاد تقریباً ۱ مایل (۱٫۶ کیلومتر) طول و ۰٫۳۳ مایل (۰٫۵۳ کیلومتر) عرض، بخشی از مجمع‌الجزایر پلهام جزایری در شرق جزیره سیتی است.